# 順北縣
顺北县（越南语：／）是越南宁顺省下辖的一个县。面积318.26平方千米，2017年总人口42039人。

## 地理
顺北县西接博爱县；东和南接宁海县；北接庆和省金兰市。

## 历史
2005年7月7日，宁海县以利海社、公海社、福战社、福抗社、北山社、北丰社6社析置顺北县。

## 行政区划
顺北县下辖6社，县莅利海社。
- 北丰社（Xã Bắc Phong）
- 北山社（Xã Bắc Sơn）
- 公海社（Xã Công Hải）
- 利海社（Xã Lợi Hải）
- 福战社（Xã Phước Chiến）
- 福抗社（Xã Phước Kháng）